# 三寶棋
三寶棋（Havannah），是由荷蘭人克里斯蒂安·費林在1981年推出的兩人棋類，為六貫棋的變體，是奧林匹亞電腦遊戲程式競賽的比賽指定棋類。

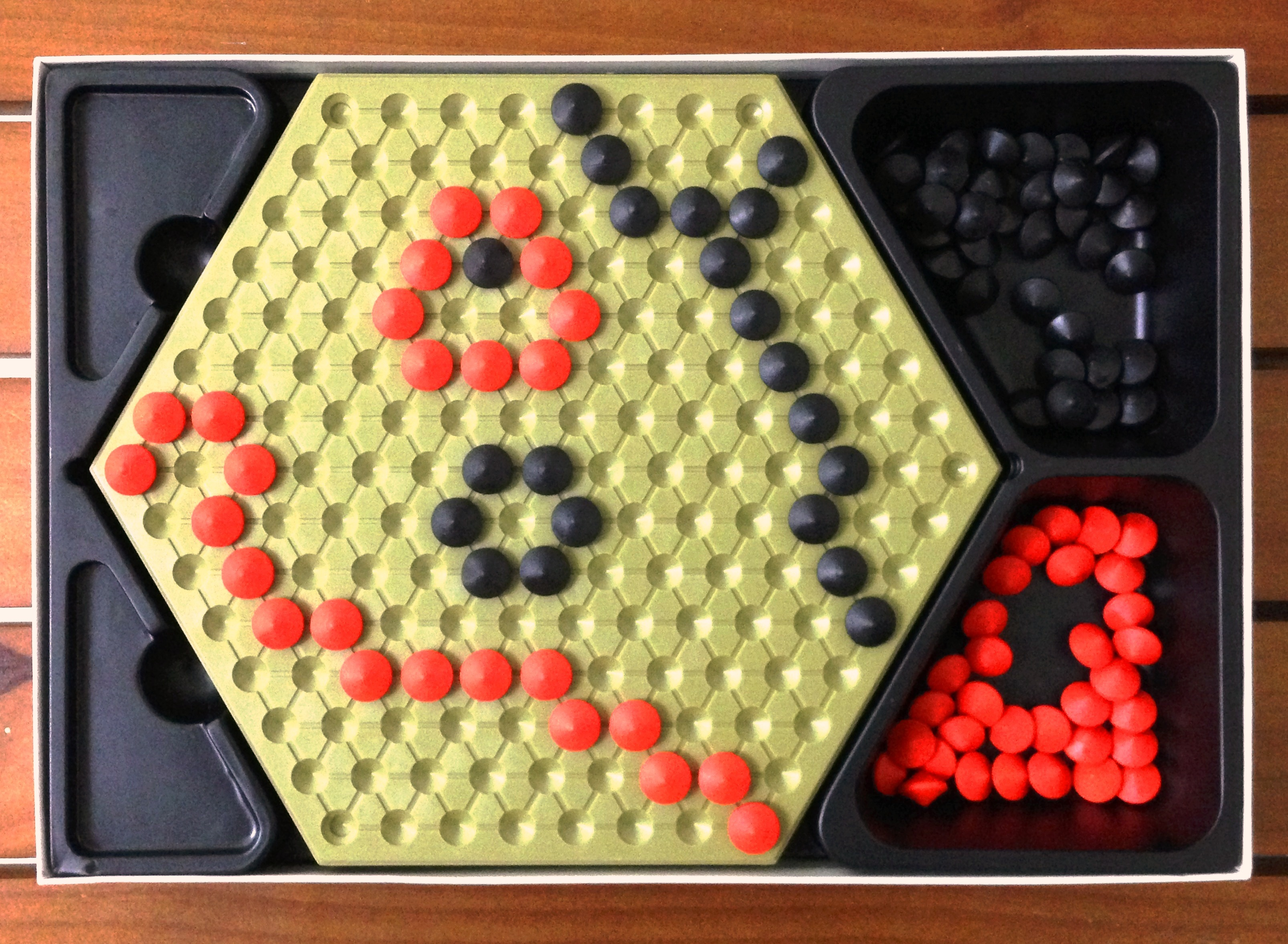
以己棋形成環、橋、叉三種形狀之一，就獲得勝利。

## 棋具
- 採用8*8*8六角型棋盤。
- 棋子以兩色區分敵我。

## 棋規
- 每方輪流下一子在空棋位處。

- 第二位玩家在下第一子時，可以改如同六貫棋使用交換規則(Swap，或Pie rule)。

- 當一位玩家先把己棋排成以下三種形狀之一時獲勝：
  - 環：連成圓圈，中間可以有空棋位或是任何方的棋子。
  - 橋：連接兩個角落棋格。
  - 叉：連接三個底邊。[2]

## 外部連結
- 遊戲介紹（页面存档备份，存于）
- 遊戲下載（页面存档备份，存于）